# Natalja Piermiakowa
Natalja Lwowna Piermiakowa (ros. Наталья Львовна Пермякова, biał. Наталля Львоўна Пермякова, Natalla Lwowna Piermiakowa; ur. 22 maja 1970 w Apatyty) – białoruska biathlonistka, dwukrotna medalistka mistrzostw świata i trzykrotna medalistka mistrzostw Europy.

## Kariera
W zawodach Pucharu Świata zadebiutowała 17 grudnia 1992 roku w Pokljuce, zajmując 13. miejsce w biegu indywidualnym. Tym samym już w debiucie zdobyła pierwsze punkty. Na podium zawodów tego cyklu jedyny raz stanęła 8 marca 1996 roku w Pokljuce, kończąc rywalizację w biegu indywidualnym na drugiej pozycji. Rozdzieliła tam Tetianę Wodopjanową z Ukrainy i Niemkę Katrin Apel. Najlepsze wyniki osiągnęła w sezonie 1994/1995, kiedy zajęła 24. miejsce w klasyfikacji generalnej.
Podczas mistrzostw świata w Borowcu w 1993 roku wspólnie z Natalją Ryżenkową, Natalją Syczową i Swietłaną Paramyginą zdobyła srebrny medal w biegu drużynowym. Na rozgrywanych rok później mistrzostwach świata w Canmore razem z Ryżenkową, Paramyginą i Iryną Kakujewą zwyciężyła w tej samej konkurencji. Był to pierwszy w historii złoty medal w tej konkurencji dla Białorusi. Była też między innymi ósma w sprincie na mistrzostwach świata w Anterselvie w 1995 roku.
W 1994 roku wystartowała na igrzyskach olimpijskich w Lillehammer, gdzie zajęła 7. miejsce w biegu indywidualnym, 38. w sprincie i 6. w sztafecie. Brała również udział w igrzyskach w Nagano w 1998 roku, zajmując w swoim jedynym starcie 41. miejsce w biegu indywidualnym.

## Osiągnięcia

### Igrzyska olimpijskie
| Rok  | Miejscowość | Konkurencje | Konkurencje | Konkurencje | Konkurencje | Konkurencje | Konkurencje | Konkurencje |
| Rok  | Miejscowość | IN          | SP          | PU          | MS          | RL          | MR          | SR          |
| ---- | ----------- | ----------- | ----------- | ----------- | ----------- | ----------- | ----------- | ----------- |
| 1994 | Lillehammer | 7.          | 38.         | nd.         | nd.         | 6.          | nd.         | –           |
| 1998 | Nagano      | 41.         | –           | nd.         | nd.         | –           | nd.         | –           |

### Mistrzostwa świata
| Rok  | Miejscowość         | Konkurencje | Konkurencje | Konkurencje | Konkurencje | Konkurencje | Konkurencje | Konkurencje |
| Rok  | Miejscowość         | IN          | SP          | PU          | MS          | RL          | MR          | SR          |
| ---- | ------------------- | ----------- | ----------- | ----------- | ----------- | ----------- | ----------- | ----------- |
| 1993 | Borowec             | 15.         | 55.         | nd.         | nd.         | 5.          | nd.         | –           |
| 1994 | Canmore             | nd.         | nd.         | nd.         | nd.         | nd.         | nd.         | –           |
| 1995 | Anterselva          | 19.         | 8.          | nd.         | nd.         | 11.         | nd.         | –           |
| 1996 | Ruhpolding          | 50.         | 28.         | nd.         | nd.         | 6.          | nd.         | –           |
| 1997 | Osrblie             | 23.         | 52.         | –           | nd.         | 8.          | nd.         | –           |
| 1998 | Pokljuka/Hochfilzen | nd.         | nd.         | –           | nd.         | nd.         | nd.         | –           |
| 2000 | Oslo/Lahti          | 58.         | 68.         | –           | –           | 11.         | nd.         | –           |

### Puchar Świata

#### Miejsca w klasyfikacji generalnej
| Sezon     | Miejsce |
| --------- | ------- |
| 1992/1993 | 34.     |
| 1993/1994 | 33.     |
| 1994/1995 | 24.     |
| 1995/1996 | 26.     |
| 1996/1997 | 51.     |
| 1997/1998 | -       |
| 1999/2000 | -       |

#### Miejsca na podium chronologicznie
| Lp. | Dzień   | Rok  | Miejscowość | Konkurencja                | Lokata | Pudła   | Czas biegu | Strata | Zwycięzca           |
| --- | ------- | ---- | ----------- | -------------------------- | ------ | ------- | ---------- | ------ | ------------------- |
| 1.  | 7 marca | 1996 | Pokljuka    | Bieg indywidualny na 15 km | 2.     | 0+0+0+1 | 45:13,4    | +14,9  | Tetiana Wodopjanowa |